# Municipio Buchivacoa
Buchivacoa es uno de los 25 municipios que integran el estado Falcón, Venezuela. Su capital es la ciudad de Capatárida. Tiene 2.657 km² y se estima que para 2007 contaba con unos 25.803 habitantes. Éste está dividido en 7 parroquias, Capatárida, Zazárida, Valle de Eroa, Seque, Borojó, Bariro y Goajiro (Guajiro).

## Historia
La historia del municipio viene desde 1644, tiene como origen el asentamiento de un pueblo de indios caquetíos. Descendiente de la raza caquetía, el Municipio Buchivacoa se conocía con el nombre de “Cantón de Casicure” que abarca territorialmente a este municipio con los municipios Mauroa y Dabajuro. En la célebre región de Casicure hasta el Lago de Maracaibo habitaban seis pueblos caquetíos: Caricure, Carazo, Zazárida, Capatárida, Piripi y los Arahuacos a orillas del Lago.
El concepto de Municipio proviene de los españoles, quienes lo utilizaron para demarcar política y administrativamente el territorio venezolano cuando este era su colonia.
Buchivacoa ha sido lugar emblemático para la historia falconiana, uno de los hechos históricos más importantes que han sucedido en este territorio fue en 1862, cuando se enfrentaron federales y centralistas o conservadores en la Batalla de Buchivacoa en la Guerra Federal de Venezuela, pelearon las tropas federales al mando del General Juan Crisóstomo Falcón, debe su nombre al inicio colonial conjuntamente con las parroquias que conforman el municipio marcan una gran extensión de las costas falconianas.
En el año 2000 es decretada la fundación de la Parroquia Valle de Eroa por el alcalde de ese entonces, Cnel José Esteban Díaz Zavala, incluyendo ante la Cámara Municipal un Concejal en su representación.

## Ubicación geográfica
Está ubicado al oeste del Estado Falcón en las costas del Golfo de Venezuela. Esta zona norte es una planicie causada por el golfo, de ahí se extiende al sur hasta el cerro Socopo y la cordillera de Buena Vista. La zona sur es un área montañosa que no sobrepasa los 1.000 m s. n. m., existen varios cursos de agua entre los que destacan los ríos Matícora y Borojó.
- Al sur: Municipio Torres del Estado Lara, desde el Noroeste del caserío La Peña de la Virgen, en La Serranía de Lomo de Caballo hasta la naciente de La quebrada de Tanque Salado.

- Al norte: Mar Caribe, desde desembocadura de Arroyo Hondo hasta la Boca del río Cauca.

- Al este: Municipio Democracia y Urumaco del Estado Falcón, desde la Boca del río Cauca hasta el noroeste del caserío La Peña de la Virgen, en La Serranía de Lomo de Caballo

- Al oeste: Estado Zulia y Municipio Mauroa del Estado Falcón, desde la serranía de Ziruma o El Empalado, hasta la desembocadura de la quebrada de Arroyo Hondo.

## Parroquias
Capatárida su capital, Zazárida, Bariro, Borojó, Goajiro, Seque y Valle de Eroa 
Capatárida:
Fue un antiguo asentamiento de indios caquetíos. En 1644 surge como "pueblo de doctrina". Según las crónicas de Indias, en 1525, dos años antes de la fundación de Coro, Juan de Ampíes visitó esta aldea en su primera expedición a tierra firme. Fue declarada por Real Cédula, pueblo de indios libres aliados y exentos de pagar tributos. En los años de la colonia perteneció al curato independiente del Vicariato de la Ciudad de Coro. En esta población se encuentra ubicado el Campo Buchivacoa donde en 1862 se libró la batalla decisiva de la Federación y sitio donde murió en el año de 1532 el Gran Cacique Manaure asimismo en Capatárida también pernoctó en 1826 el Libertador Simón Bolívar y a 4 km de esta población se encuentra "Pueblo Viejo de Capatárida". Capatárida es una provincia pequeña pero con muchos años de historia que la hacen acreedora de llamarse patrimonio cultural de la humanidad, ya que fue fundada por los indios Caquetíos, fue Capital del Gran Estado Falcón-Zulia de 1881 a 1890 durante la Presidencia de Guzmán Blanco el ilustre americano. Considerado por historiadores como el pueblo Caquetío más antiguo de Falcón.

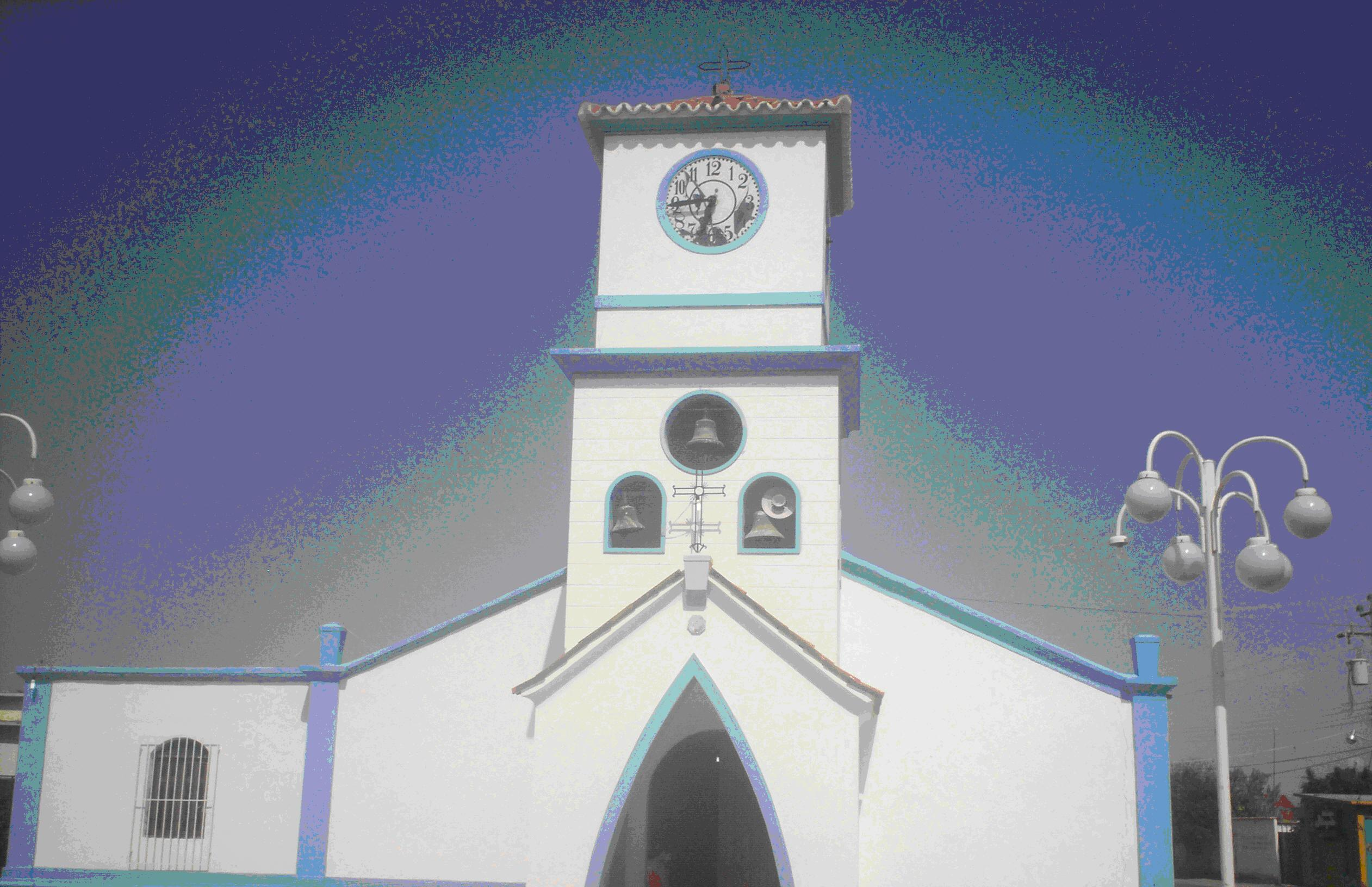
Iglesia Inmaculada Concepción.

En la actualidad es la Capital del Municipio Buchivacoa del Estado Falcón. En su existencia territorial se encuentra el “Campo Buchivacoa” donde se cerró el triunfo de la Federación 1863. Tierra pujante y heroica poblada por ilustres hijos dedicados al trabajo creativo, con una juventud que aceptaba el reto del momento participando en ideas renovadoras de un mejor porvenir.
Igualmente está catalogada como una de las localidades más sobresalientes en cuanto a su cultura, su economía, turismo siendo este es uno de los renglones que más se deben explotar por la belleza de sus playas, montañas, todos los falconianos debemos promulgar con gran orgullo que esta es una ciudad pequeña pero con grandes arraigos en nuestra Venezuela y que debemos conservarla dándole el trato que merece Capatárida, como patrimonio cultural de Falcón y Venezuela.
Tierra cuna de la gran Poetisa Esther de Añez conocida como “Ruiseñor de la llanura Estéril” que albergó en 1826 al paladín de la libertad “Simón Bolívar”.
Zazarida:
Fundada en 1715 por el cacique Santiago Martínez Manaure
Es quizás el tercero en importancia económica en toda Venezuela, allá no caben los barcos, las mejoras no están a la altura de su importancia.

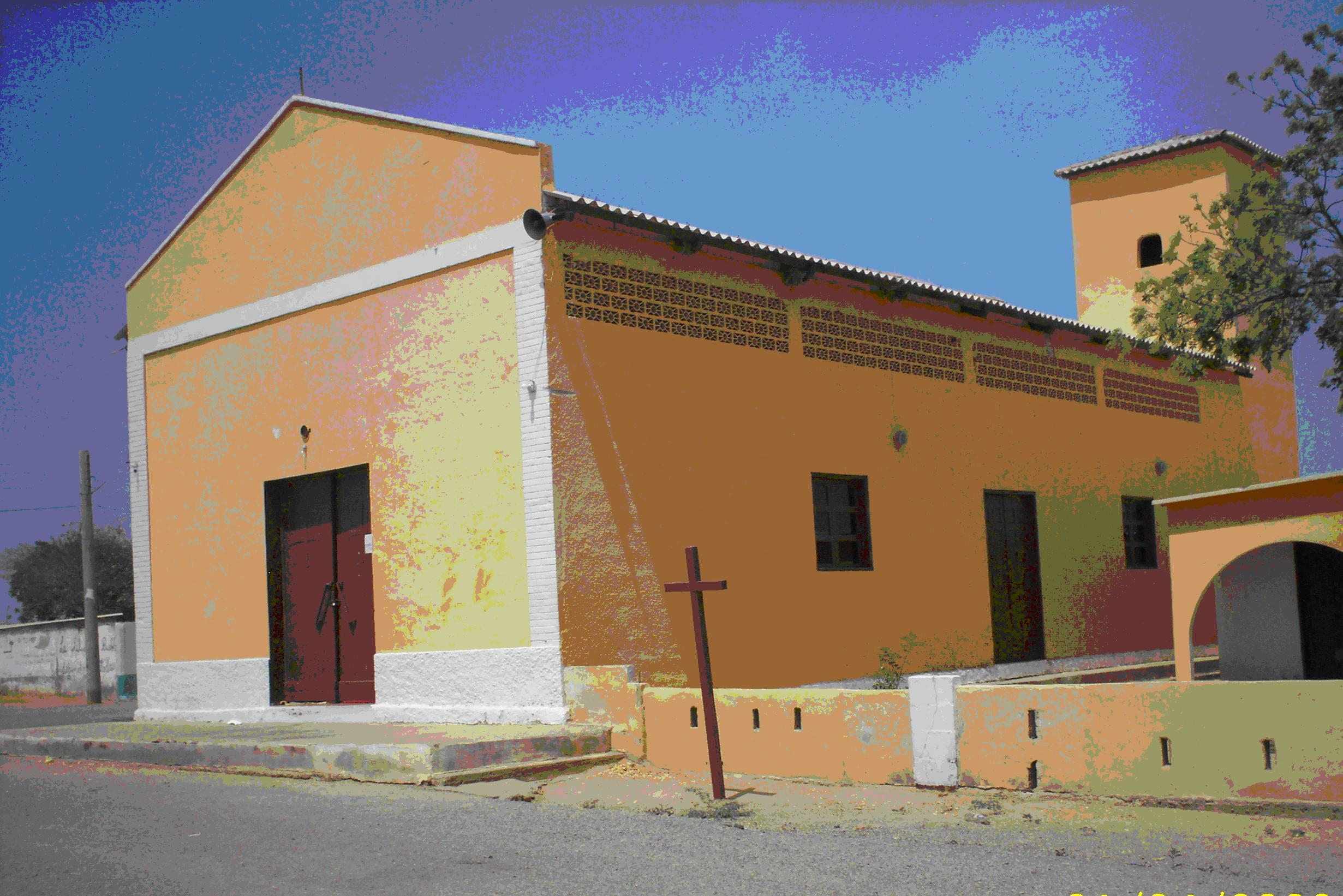
Iglesia de Zazarida.

A nivel de turismo está muy poco explotado, ya que se debía hacer un gran malecón de paseo y luego ampliarlo para un mejor desarrollo turístico. El General Juan Crisóstomo Falcón, durante la Guerra Federal desembarcó en el puerto de Zazarida cuando se dio la Batalla de Buchivacoa.
Esta comunidad fue fundada el 8 de abril de 1715, con el nombre de Santa Bárbara de Zazárida, en aquel entonces era una aldea de poblados de Indios Caquetíos, que contaban con su propio cabildo (Alcaldes y Regidores).
Una vieja tradición refiere que se fundó en un sitio llamado El Tablazo pero por una fuerte marea debieron reubicarlos en un sitio más al suroeste a una distancia de 6km de la costa más cercana. 
Los indígenas tenía la costumbre de vivir desperdigados en los montes y se iban a otros poblados.
conformado por sus primeras casas de bahareque y barro, la primera iglesia estaba en otro sitio.
```
Su patrona era Santa Bárbara, entre sus primeros habitantes se encuentra Juan Simón Colina, Javier Quintero y Teolinda García.
```

En época de la independencia, por aquí al igual que otros pueblos del Municipio Buchivacoa, era el camino real, por dónde transitaban las tropas realistas y el ejército libertador para invadir otros poblados y derrotar campamentos conservadores durante la Guerra Federal.
En diciembre de 1826, Zazárida recibió al Libertador Simón Bolívar en uno de sus viajes atravesando la provincia de Coro (actual Estado Falcón)
Bariro:
Pueblo agropecuario de gran importancia económica en la región, siendo la mayor productora de leche y sus derivados, ubicada en un valle rodeada de grandes montañas de la serranía de las copas y las murallas además posee interesantes atractivos turísticos y comerciales.Cabe destacar la existencia de zonas arqueológicas con interesantes petroglifos que evidencian el pasado indígena de este pueblo.
Borojó:
Se trata de un pintoresco y cálido pueblo que ha dado importantes aportes al sector cultural venezolano gracias a la creatividad y al manifiesto entusiasmo que caracteriza a sus pobladores.
Su fascinante historia y atractivas tradiciones culturales convierten a Borojó, en un apacible poblado marcado por una actividad turística y cultural que se incrementa diariamente.
Esta pequeña población cobija a dos mil habitantes a lo largo de 392 kilómetros cuadrados de territorio, donde la vegetación xerófila propia de la zona Occidental falconiana, con cujíes, cactus y cardones, ofrece a lugareños y visitantes frutos de rico sabor como la lefaria y el dátil. En raíces históricas de los escritores Ignacio Bello y Adrián Hernández, se indica que los primeros habitantes de Borojó fueron los paraujanos de origen arawaco, aproximadamente en el siglo XV proveniente de la Laguna de Sinamaica, estado Zulia. También los caquetíos se encuentran entre sus primeros pobladores, quienes llegaron al margen de su río perseguidos por los europeos. Fue en el siglo XVII cuando este poblado se establece oficialmente con un cacique como protector social, bajo el reconocimiento legal del Cabildo de Coro y toma un carácter de pueblo con la doctrina cristiana impartida por un cura de la Orden de San Francisco, lo cual generó un sincretismo étnico-cultural.
La extraordinaria historia que guarda esta comunidad tiene entre sus recuerdos más conservados la visita que dispensara el Libertador Simón Bolívar, el 21 de diciembre de 1826, para disfrutar de una gran fiesta en una joya arquitectónica que hoy se ha convertido en la Casa de la Cultura.
Goajiro:
Pujante zona ganadera y agrícola de nuestro municipio que aporta diversos productos lácteos, también es importante destacar que en sus virginales montañas se producen leche queso caraotas maíz entre otros. sus ferias son las mejores de la región.
Seque:

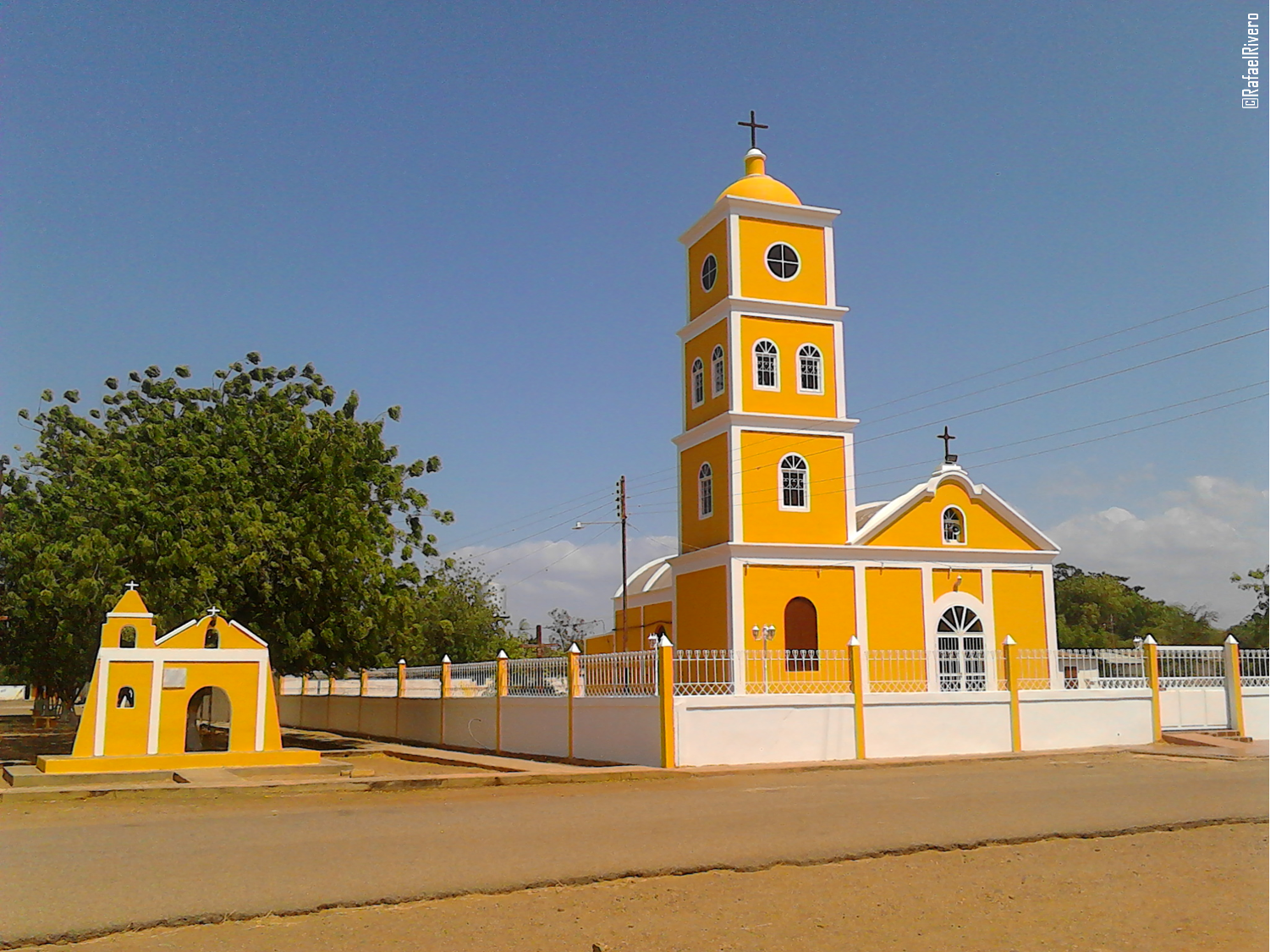
Templo de San José de San José de Seque - Parroquia Seque

Fundada el 2 de diciembre de 1863 por el Mariscal Juan Crisóstomo Falcón siendo presidente provisorio de Venezuela. Es famosa por sus aportes culturales para toda la región. Según censo del 2017 la habitan 2.910 personas, su Santo Patrono es San José, el clima oscila entre 25° y 37 °C. Entre su historia se puede resaltar el Paso del General Rafael Urdaneta el 4 de mayo de 1821, fue el 2 de diciembre de 2012 cuando se realizó la izada fundacional de su bandera la cual realizaron las jóvenes Maria Quintero y Karla Delgado, mientras que el escudo parroquial fue hecho por el Profesor Luis Jiménez en octubre de 1981, siendo así la primera parroquia del municipio en tener su escudo y la tercera en poseer la bandera. Su ámbito geográfico se encuentra conformado por: San José de Seque, su capital y los centros poblados: El Copey, El Derramadero, La Reforma, San Rafael (Rancho Barro), Marigua, Santa María, Llano Mato, Veraquiva, Guaibure, Guajurito, Bella Vista, Alto Las Flores, Cardonalito, Las Cabreras, La Providencia, Los Hatos, El Llabito (Las Mercedes), Canepe Abajo, La Estaquita, La Mariposa, Tiguaje, La Javilla, La Montaña, El Olivo, Vijagüita, El Curro, El Taparito, Urichipa, Santa Cruz (Barro Negro), Las Peñitas y El Platanal. Sus límites actuales son:
Lindero Norte: Linda por el norte con la parroquia Borojó, desde Mallares en línea recta y dirección este, hasta el noreste en el Río Borojó.
Lindero Este: Linda por el este con la parroquia Borojó hasta la quebrada de Ojo de Agua de Maporal en la vía que conduce de Bariro a Chimare.
Lindero Sur: Linda con la parroquia Bariro desde la quebrada Ojo de Agua de Maporal en la vía que conduce de Bariro a Chimare, en línea recta y dirección oeste hasta la quebrada La Joyera, al oeste de El Chuco.
Lindero Oeste: Con la parroquia Casigüa del Municipio Mauroa, desde la quebrada La Joyera hasta Mallare, pasando por los siguientes puntos de interés: Oeste de Santa Cruz de Yose, naciente de la quebrada Barajá.

## Aspecto geográfico
Flora:
La vegetación es xerófila; Cardones, Tunas y Cujíes. Se extienden por la zona norte y costanera del país, penetrando en el interior del estado Falcón, se distinguen dos tipos principales: los espinares y los cardonales.
Espinares
Son bosques semisecos, llamados también chaparrales y cujisales, con árboles cuya altura varía entre 8 y 15 m.
Cardonales
Corresponden a bosques secos donde el principal constituyente son los llamados cardones y tunas.
Fauna:
Ganadería caprina y ovina. Los habitantes de estas regiones se dedican a la cría de gallinas, cabras, chivos, cerdos y otros. Su ecosistema está compuesto de iguanas y lagartijas, zorro, oso melero, conejo sabanero, cardenal coreano, pelícanos y garzas.
Clima y suelos:
Cálido, seco y poco lluvioso, constituye una de las zonas más secas del país. Enmarca dentro del medio bioclimático árido y semiárido. El clima se caracteriza por presentar un déficit de humedad durante casi todo el año (9 a 12 meses). La salinidad y alcalinidad son características físicas propias de la región.
Montañas:
Cuenta con montañas como: Cerro Cerrón de 2.040 m s. n. m. y la Serranía Lomo de Caballo con una altura de 1.200 m s. n. m.
Vientos:
Son los alisios, soplan casi constantemente en dirección norte, este y este-oeste.
Hidrografía: ríos importantes, Capatárida se forma con la unión de los ríos Agua Viva y El Mene, los cuales se alimentan de pequeñas quebradas y aguas que caen del Cerro Dorado.

## Aspectos económicos
Fundamentalmente se basa en la cría de ganado bovino y caprino, los chivos son particularmente de la zona productiva fuente económica de la región, lo cual complementa con la actividad pesquera y el tejido de hamacas y chinchorros.
Igualmente la leche de cabra ocupa un lugar importante en la alimentación, para la elaboración de dulces y conservas, además se industrializa elaborando quesos y mantequilla.
La adopción de sistemas de producción sustentables en las ganaderías caprina y ovina que incrementen la producción y propendan a la exportación de esta carne y de sus productos derivados como son leche, queso, y conservas dulces, que en el ámbito nacional tiene un mercado cautivo.
Por otro lado, la pesquería artesanal constituye una actividad importante en la zona de Cuajaracume, Zazárida y Puerto Gutiérrez (Miramar). La organización de los pescadores (Cooperativas, Asociaciones), la implantación de políticas de asistencia técnica y financiamiento, potenciarán efectivamente esta actividad y se generará mayor empleo y productos pesqueros para el mercado local y nacional.
La utilización del Centro de Acopio de Zazárida por parte de comercializadores del pescado ofrece ventajas para la conservación de las capturas y la puesta en marcha del centro como ente receptor de la pesca de la zona.

### Artesanía
La artesanía falconiana es rica en expresiones artísticas. Dentro de la artesanía popular se encuentran los chinchorros con estilos, técnicas y valores únicos del municipio. La producción artesanal es cuantiosa y variada, destacan la cerámica de arcilla, los sombreros de palma confeccionados a mano, los artículos elaborados con cuero de chivo, los chinchorros entre otros y la belleza de la artesanía de Borojó que actualmente se importa representa una actividad económica importante para los artesanos.

### Turismo
Al norte de Capatárida se encuentran Puerto Gutiérrez y la Bahía de Miramar, con un área de influencia de 20km de costa. Esta es una de las playas más visitadas del estado; ocupa una planicie árido-costera. El color de sus aguas que varía del verde al azul, constituyen un atractivo recreativo de excelencia.

## Principales atractivos turísticos
- El Cerro Socopo
- Manantial Las Plantas en Bariro
- Río de Guajiro
- Balneario Miramar
- Balneario Santa María, en Capatárida
- Balneario Antúnez, en Borojó
- Aguas Termales Saladillo
- Paisajes naturales
- Balneario Matica de Yabo
- Medanos de arena de Borobo

## Aspectos sociales

### Educación

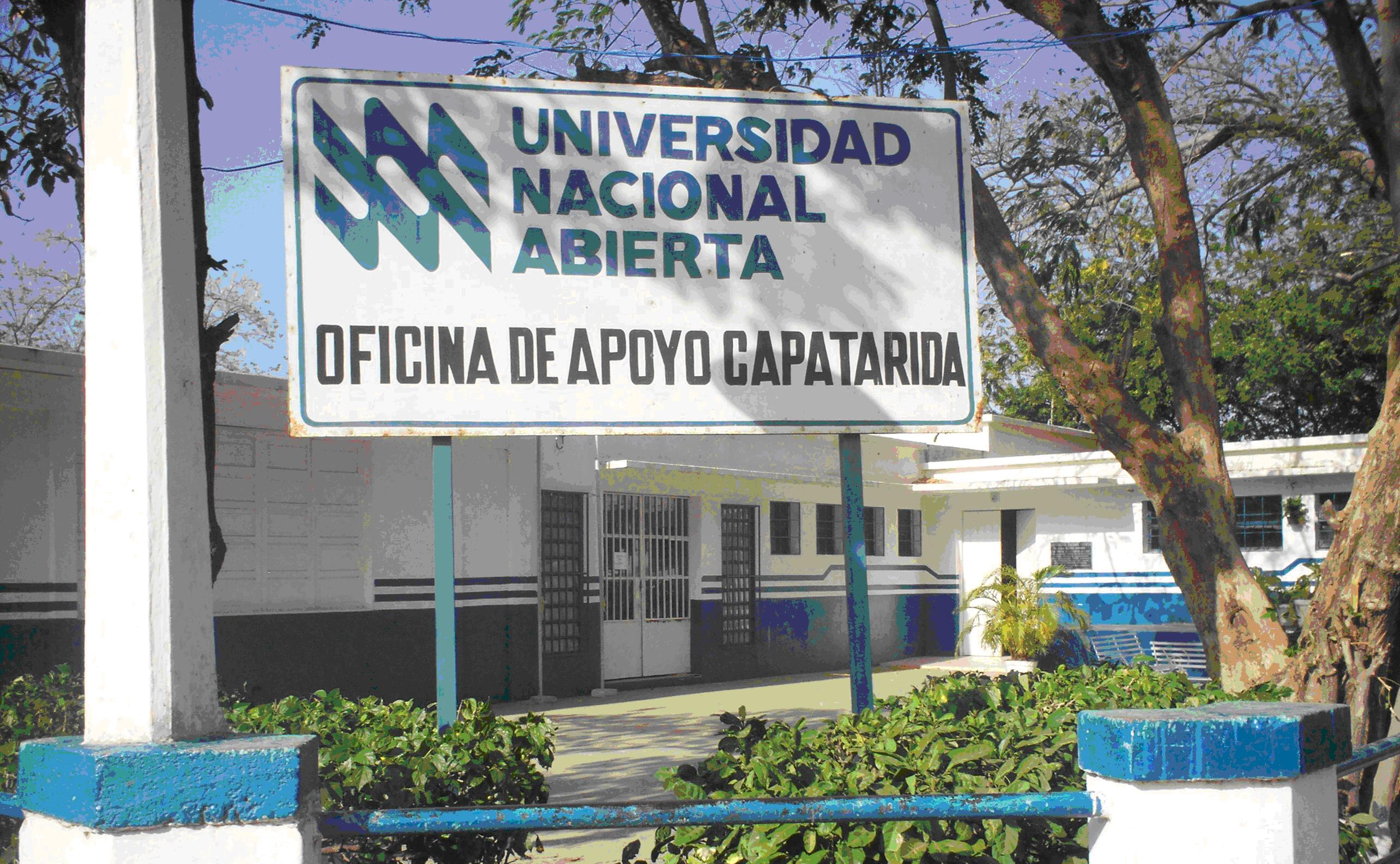
Universidad Nacional Abierta.

En Capatarida capital del municipio Buchivacoa existen varias escuelas para las diferentes etapas de Educación como: el preescolar Simoncito, Escuela Básica Bolivariana “Leonidas Bermúdez”, El Liceo Nacional “Esther de Añez”. Varios núcleos de Educación Superior como: Universidad Nacional Abierta, Universidad Francisco de Miranda entre otros.
Todas estas instituciones educativas ayudan al crecimiento formativo de los habitantes del municipio mencionado y zonas aledañas para que con los conocimientos recibidos puedan contribuir al desarrollo de nuestro país.

### Salud

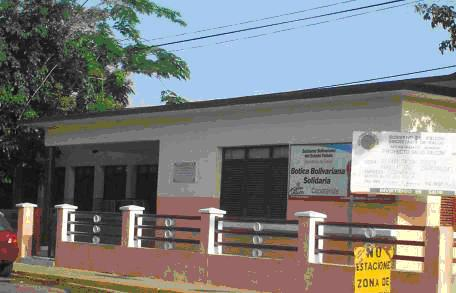
Ambulatorio.

En cuanto a salud en capatárida existe un ambulatorio equipado con todos los implementos de salud necesarios para atender las principales emergencia de la región.

También se encuentran en las diferentes Parroquias del Municipio clínicas móviles para atender a los habitantes de estas comunidades.

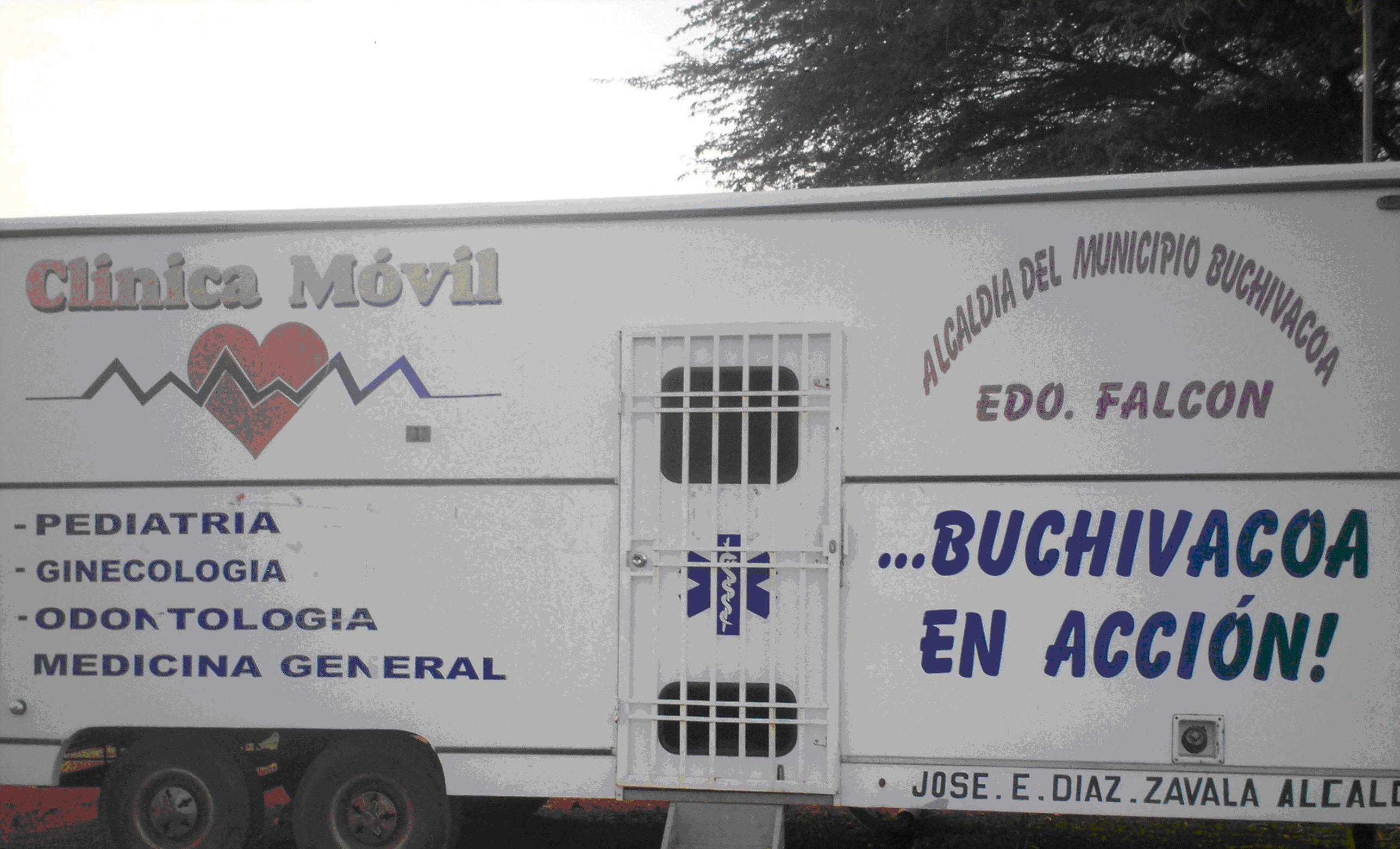
Clínica Móvil.

Clínica Móvil: la cual brinda asistencia médica general a los habitantes del lugar al igual se especializa en pediatría, ginecología, odontología entre otros.

## Aspectos políticos
El concepto de Municipio proviene de los españoles, quiénes lo utilizaron para demarcar política y administrativamente el territorio venezolano cuando este era su colonia. Según el Título I, artículo 3 de la Ley Orgánica de Régimen Municipal de 1978, el municipio constituye la unidad política primaria y autónoma dentro de la organización social establecida en una extensión determinada de territorio. Tiene personalidad jurídica y su representación la ejercerán los órganos determinados en esta Ley.
Su organización será de carácter democrático y tendrá por finalidad eficaz gobierno y administración de los intereses peculiares de la entidad.
La alcaldía del municipio fue creada en referencia a la Ley que fue reformulada en 1989 y establece que el gobierno municipal se ejerce por un alcalde (rama ejecutiva) y un consejo municipal (rama deliberante), donde al segundo le corresponde legislar y controlar al primero.
En 1990, con la elección directa de las autoridades municipales, entra en vigencia la nueva Ley de División Político-Territorial de Venezuela, donde los estados quedaron conformados en municipios y estos por parroquias. El municipio Buchivacoa en la actualidad está conformado por 07 parroquias, los cuales a partir de 1992 se eligen directamente a los concejales y alcaldes. La Alcaldía de Buchivacoa se consolida como la instancia de gobierno que satisfaga los requerimientos de sus ciudadanos, colocándose al servicio de la colectividad, para el mejoramiento de la calidad de vida urbana, sustentando las funciones del gobierno local en el marco de los criterios de: eficiencia, eficacia, equidad y transparencia. Concejo Municipal y Juntas Parroquiales.
El Municipio cuenta con un concejo municipal conformado por siete (7) concejales representantes de las distintas parroquias que lo conforman las cuales son: Capatárida, Bariro, Borojó, Goajiro (Guajiro), Seque, Zazárida y Valle de Eroa. Al igual están las distintas Juntas Parroquiales que ejercen funciones de gobierno local, en cada una de sus comunidades, fortaleciendo la función de gobierno en virtud de las comunidades.
En 1993 se desintegra el distrito Buchivacoa cobrando autonomía, el actual Municipio Dabajuro y quedando el resto como Municipio Buchivacoa.
En 1948 el distrito Buchivacoa sufre una disgregación con la Creación del distrito Mauroa y posteriormente en ley 6-12-1987 se crea el nuevo Municipio Dabajuro, de manera que la denominación del distrito, prevalece hasta esta fecha en que se establece las secciones de Municipios y Parroquias que rigen actualmente, consagrada en una Ley Orgánica de Régimen Municipal que estipula y regula las funciones de sus autoridades.
El municipio es la unidad política primaria y autónoma dentro de la organización Nacional, establecida en una extensión determinada de territorio. Tiene personalidad jurídica y su representación la ejercerán los órganos determinándose en la Ley Orgánica de Régimen Municipal, su organización será de carácter democrático y tendrá por finalidad el eficaz gobierno y administración de los intereses generales del Municipio.

### Partidos políticos
Los partidos políticos en la actualidad en el municipio Buchivacoa son:
- PSUV (Partido Socialista Unido de Venezuela)
- VP(Voluntad Popular)
- PPT (Patria Para Todos)
- AD (Acción Democrática)

Entre otros.

## Símbolos municipales
Himno: Letra y Música: Lcdo. José Rodríguez y Arreglos Musicales: Javier Villalobos.
Escudo: Está compuesto de la siguiente manera siete estrellas que representan las 7 parroquias pertenecientes al municipio Buchivacoa: Bariro, Borojó,

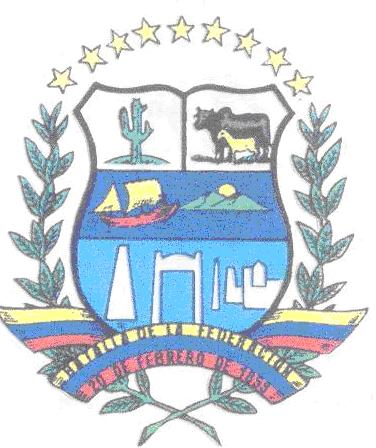
Escudo hasta 2019.

Capatárida, Guajiro, Sequé, Zazárida y Valle de Eroa. Parte superior: dos espacios de color blanco que representan la pureza de nuestra tierra en ellos apreciamos en la parte izquierda un cardón de dato color verde con espinar color negras, con gramas y tierras visibles que son representación simbólica de la aridez y vegetación del pueblo caquetío, parte derecha, apreciamos una vaca roja, barriga negra y una cabra amarilla con manchas rojas que representan, la riqueza vacuna y caprina de la región.
Espacio central: denominado por un color azul celeste que representa las riquezas marinas y turísticas de nuestra costa surcando su espacio un barco rojo con velas amarillas como el símbolo de transporte pesquero y en el horizonte, un par de montañas verdes donde se oculta un radiante sol amarillo como la riqueza de alma y espíritu de nuestros guerreros. Espacio inferior: un azul intenso dónde resaltaba el color blanco el aéreo de la federación, símbolo de la lucha de la independencia del pueblo falconiano. Flanqueando por dos ramas de laurel que simbolizan la victoria de una raza pujante y guerrera, entrelazados con el tricolor nacional, resaltando en su franja amarilla la inscripción Batalla de la Federación y en la franja roja 20 de febrero de 1859.
Bandera: Fue el 20 de febrero de 2001 que el alcalde en funciones durante ese periodo el coronel José Esteban Díaz Zavala, diseña la bandera que representa el municipio. El concejo municipal de Buchivacoa posteriormente y de manera formal establece 

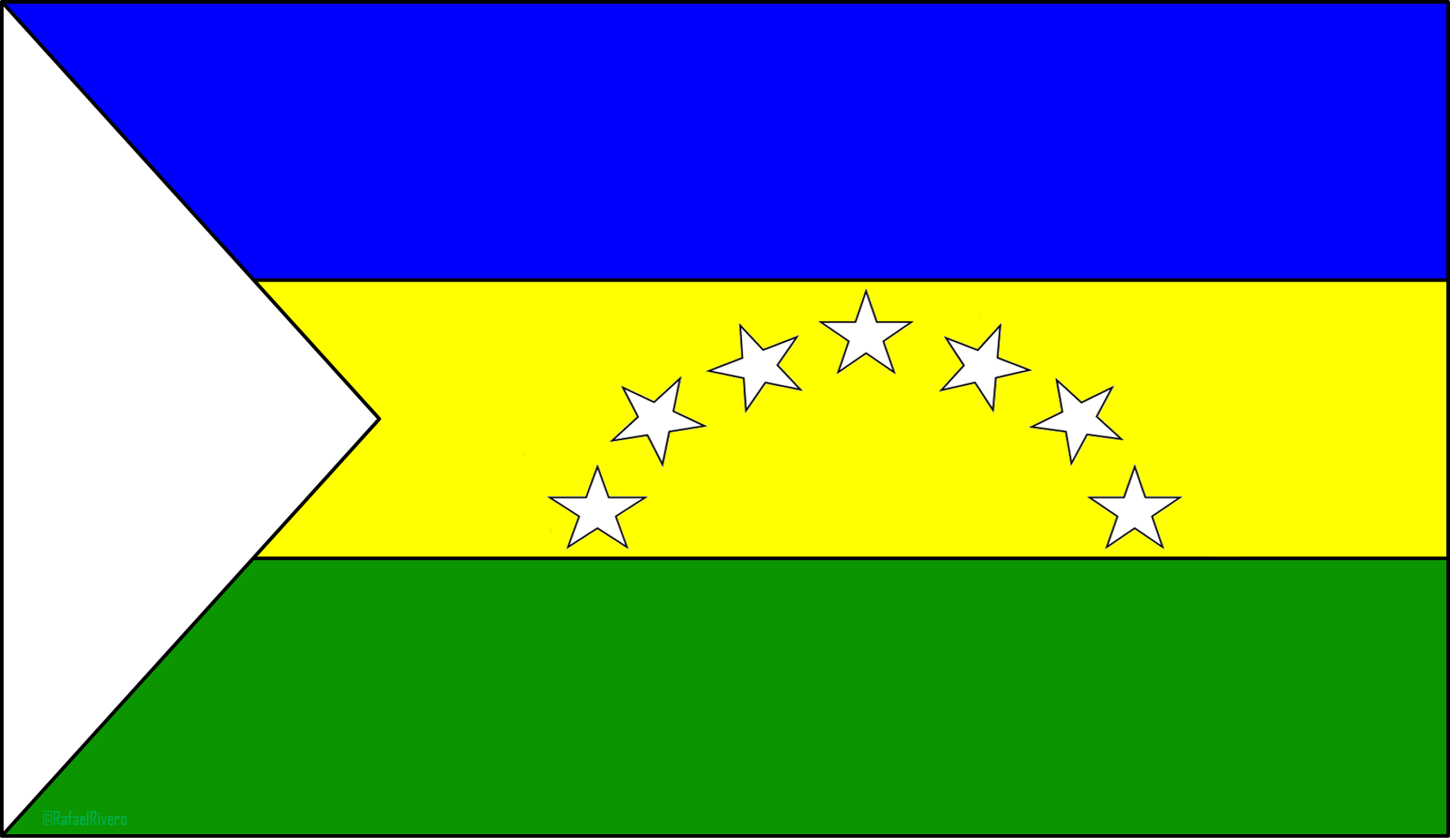
Bandera del Municipio Buchivacoa

el izamiento de la misma y este debe coincidir con los actos de celebración de la Federación, revolución unida a esta tierra de Buchivacoa, plasmada en la historia.
Está compuesta de la siguiente manera: azul representa nuestras costas abundantes en riquezas del mar y desarrollo turístico. Amarillo representa la riqueza que guarda sus tierras y su gente. Verde representa las montañas situadas al sur del municipio, potencialidades en el sector agropecuario y turístico. Triángulo blanco situado en la parte izquierda, representa la pureza y firmeza de los Caquetíos. Siete estrellas representan a las siete parroquias: Bariro, Borojó, Capatárida, Seque, Zazárida, Valle de Eroa y Guajiro.

## Aspectos culturales
Costumbres y tradiciones: los pueblos coloniales se caracterizan en general, porque su población tiene arraigadas costumbres y tradiciones, y la mejor manera de conocerla y valorarlas es conviniendo con la población en las diversas celebraciones que a lo largo del año van conformando un ciclo.
En el calendario se ubican las fiestas más tradicionales que corresponden generalmente a festejos de origen religioso y cívico, como son las cuaresmas, la Semana Santa, las fiestas patrias, las fiestas navideñas, entre otras. A ellas se suman las celebraciones de carácter local, o sea, las fiestas de los santos patronos tanto de la ciudad como de sus pueblos y, en ocasiones, celebraciones de origen pagano como los carnavales.
Fiestas: en Capatárida las fiestas patronales en honor a su Patrona María Inmaculada de la Concepción el 8 de diciembre, en el caso de Capatárida Feria de Pesebre Organizada por la Alcaldía desde 1994. Procesiones de las patronas.
Bailes: baile de los locos o inocentes y las serenatas. Tradiciones que conservan con arraigo su gente permiten celebrar por todo lo alto cada 28 de diciembre, Día de los Inocentes; la Paradura del Niño, entre enero y febrero; y la procesión del Niño Jesús, el 6 de enero. Además, el desfile y las fiestas de carnaval, en febrero; el vía crucis, entre marzo y abril; la bajada de la Virgen de las Mercedes, el 1 de septiembre; y el desfile por la fundación del pueblo, cada 7 de abril, se constituyen en emblemas de la cultura de esta comunidad.
Religión: católica, actual Párroco de Capatárida: Didier Gómez.
Patrones de las parroquias: Capatárida Virgen de la Inmaculada Concepción. Borojó Virgen de las Mercedes y el Divino Niño. Bariro Virgen de La Santísima Trinidad. San José de Seque San José. Goajiro Nuestra Señora de los Ángeles. Valle de Eroa San Isidro.
Otros aspectos culturales: el movimiento cultural de Borojó, reconocido a nivel nacional e internacional, lo protagonizan las tallas de madera barisigua policromada. En esta especialidad de la escultura popular destacan la familia Ferrer, Antonio Chacón y Dennis Navas, quienes engrandecen la artesanía autóctona con piezas inspiradas en aves, muestras de la naturaleza y el colorido que rodea su existencia y da sentido a su imaginación. Otras manifestaciones culturales propias de este pueblo occidental la recrean día a día Elsa Añez, con sus muñecas de trapo, los tejedores de chinchorros y chinelas, los trabajadores del cuero y la madera, las pinturas religiosas y la cerámica.

## Gastronomía
La cocina es el resultado de un proceso de transculturación que ha venido ocurriendo desde la época de la colonia hasta nuestros días.
El estado Falcón está dedicado a la cría del ganado caprino, los chivos son muy particularmente de la zona, son productivas fuentes económicas de la región. La leche de éstas ocupa un lugar importante en la alimentación para la elaboración de dulces y conserva, además se industrializa elaborando quesos y mantequilla. La carne de los cabritos es consumida profusamente, fresca o salada, constituye un solicitado género que compite en el mercado nacional con el del resto de la región falconiana
El visitante que llega a Borojó para conocer sus encantos nunca se marcha sin saborear la exquisita arepa pelada, el chivo guisado, las empanadas de iguana, el queso, la nata y las paledonias, algunos de los platos que conforman la gastronomía local.
Comidas típicas del municipio:
El chivo se prepara guisado, sancocho, frito, en parrilla; pero la forma más común es el del chivo al “talkarí”, de origen hindú, y se prepara lavando la carne con limón y se deja escurrir, se pica en pequeños trozos y se le suman los siguientes aliños: sal, cebolla, tomate, pimentón y ajos, todo picado, orégano y clavos de especia, una polvorada de pimienta brava y vinagre; después de mezclarlo se deja reposar durante una hora y se coloca en un caldero una buena cantidad de aceite y se le agrega “curry”, añadiéndole luego la carne con sus ingredientes, luego se le agregan papas y se deja cocinar, luego se le agrega jugo de coco, pero éste hay que ligarlo primero con agua y echarlo con lentitud; esto se come con arroz blanco.
Guisos de chivo en su variedad
- Talkarí de chivo
- Chivo en yuca
- Chivo en coco
- Mojito de chivo

La típica arepa pelada de la región: donde el maíz se somete a un procedimiento de remojo con cal o ceniza que le quita la corteza, pero que a la vez le da un color verdusco, luego se cocinan los granos a fuego lento y se muelen en piedra; con la masa se hacen unas pelotas que luego se aplastan y redondean, luego se colocan en el “budare” caliente para endurecer la superficie de ambos lados durante un corto tiempo y luego se tuesta al calor de las brasas.
Selse coriano: Se prepara con cabeza de cerdo sancochada, curada luego en vinagre y aliños.
Escabeche costeño: Preparado con pescado frito (pargo o carite), vinagre y aliños. Se fríe ligeramente el pescado y luego se cura en vinagre.
También contamos con una variedad de dulces como:
Dulce de leche: preparado con azúcar y leche de cabra.
Arroz con coco: elaborado a partir de coco, arroz, azúcar y clavos de especies.
Dulce de batata: de ingredientes como batata, agua y azúcar, sancochados y puestos a enfriar.
Manzanilla: preparado de frutas de ponsigué que se introducen en el aguardiente de caña. La bebida se añeja por seis meses mínimo.
Leche de burra: especie de ponche a partir de leche de burra, azúcar y huevo; esto se cocina y luego se deja enfriar.
Cocuy: bebida sumamente fuerte extraída de la penca de fique y asada.
Muerto: bebida fuerte compuesta de aguardiente con carne cruda, que después es enterrada y guardada el tiempo necesario para su fermentación.
Dabudeque o Debudeque: el debudeque o el dabudeque es una torta de dulce elaborada con harina de pan viejo y dulce de panela. Se corta en trozos rectangulares como adoboncitos.
Mancarrón: dulce preparado con harina de trigo, coco, bicarbonato, panela y agua Cocadas.

## Política y Gobierno

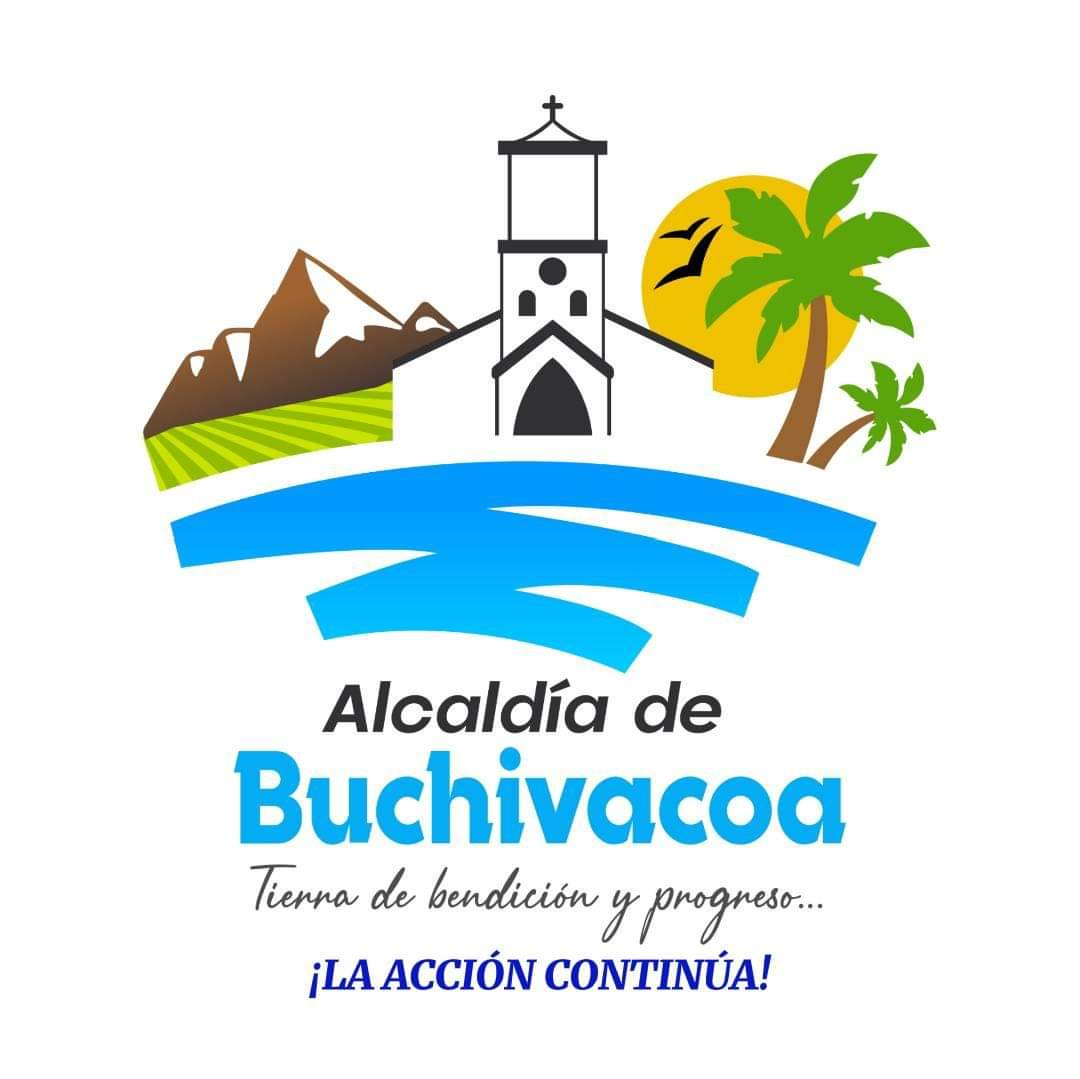
Logo de la Alcaldía

### Alcaldes
| Período     | Alcalde             | Partido político / Alianza | % de votos | Notas |
| ----------- | ------------------- | -------------------------- | ---------- | --- |
| 1989 - 1992 | José R. Rivero Isea |                            | 47,68      | Primer alcalde bajo elecciones directas |
| 1992 - 1995 | José R. Rivero Isea |                            | 44,02      | Reelecto |
| 1995 - 2000 | José Esteban Díaz   |                            | -          | Segundo alcalde bajo elecciones directas (se realizaron elecciones generales adelantadas en el 2000 debido a la aprobación de la Constitución de 1999) |
| 2000 - 2004 | José Esteban Díaz   |                            | 45,04      | Reelecto |
| 2004 - 2008 | José Esteban Díaz   |                            | 44,45      | Reelecto |
| 2008 - 2013 | Tony Tigrera        |                            | 57,06      | Tercer alcalde bajo elecciones directas (se postergan 1 año las elecciones municipales pautadas para finales del 2012)                                 |
| 2013 - 2017 | Tony Tigrera        |                            | 56,58      | Reelecto |
| 2017 - 2021 | Tony Tigrera        |                            | 63,23      | Reelecto |
| 2021 - 2025 | José Esteban Díaz   | /                          | 55,89      | Cuarto alcalde bajo elecciones directas |

### Concejo municipal
Período 1989 - 1992
| Concejales:                | Partido político / Alianza |
| -------------------------- | -------------------------- |
| Cruz Coromoto Ferrer       | COPEI                      |
| Magleni Gutiérrez Chirinos | COPEI                      |
| José Farias Nava           | COPEI                      |
| José del Carmen Galicia    | COPEI                      |
| Cristobal Bracho           | AD                         |
| Dimas Piña Ferrer          | AD                         |
| Carmen Cuarte Callejas     | AD                         |

Período 1992 - 1995
| Concejales:              | Partido político / Alianza |
| ------------------------ | -------------------------- |
| Otto Olivares            | COPEI                      |
| Carmen Aguilar de Burgos | COPEI                      |
| José del Carmen Galicia  | COPEI                      |
| Cruz Coromoto Ferrer     | COPEI                      |
| Carlos Hernández         | AD                         |
| Antonio López            | AD                         |
| Eduardo Croes            | AD                         |

Período 1995 - 2000
| Concejales:          | Partido político / Alianza |
| -------------------- | -------------------------- |
| Carlos Graterol      | AD                         |
| Dimas Piña           | AD                         |
| Andres Cuartt        | AD                         |
| Cruz Coromoto Ferrer | COPEI                      |
| Octavio Mosquera     | COPEI                      |
| Orlando Ramírez      | COPEI                      |
| Luis Alberto Colina  | CONVERGENCIA               |

Período 2013 - 2018
| Concejales      | Partido político / Alianza |
| --------------- | -------------------------- |
| Adán Dupuy      | PSUV                       |
| Adriana Tudares | PSUV                       |
| Gregorio Piña   | PSUV                       |
| Yendry Cuartt   | PSUV                       |
| Yovanny Loyo    | PSUV                       |
| Cristo Sierra   | PSUV                       |
| Jose Oria       | PSUV                       |

Período 2018 - 2021
| Concejales       | Partido político / Alianza |
| ---------------- | -------------------------- |
| Luis Ramón Piña  | COPEI                      |
| Daisy Falcón     | COPEI                      |
| Eris Colina      | COPEI                      |
| Octavio Mosquera | COPEI                      |
| Crisjuly Namias  | PSUV                       |
| Gregorio Gómez   | PSUV                       |
| Yendry Cuartt    | PSUV                       |

Período 2021 - 2025
| Concejales       | Partido político / Alianza |
| ---------------- | -------------------------- |
| Carlos Ferrer    | MUD                        |
| Brenda Cuevas    | MUD                        |
| Leobaldo Calleja | MUD                        |
| Cruz Álvarez     | MUD                        |
| Antonio Acurero  | MUD                        |
| Luis Felipe Piña | MUD                        |
| Rafael Acosta    | PSUV                       |